# Arquibancada EI
Arquibancada EI é um programa exibido pelos canais Esporte Interativo.
Trata-se de um projeto de “transmissões alternativas” de jogos do Campeonato Brasileiro de futebol, cujo modelo e formato do programa são comuns na Europa, especialmente na Itália, praticada por emissoras que não têm direitos de transmissão de determinados campeonatos. No Brasil, a ESPN Brasil, na Copa das Confederações de 2013, levou ao telespectador projeto parecido, com o programa "Cabeça no Jogo".
No programa, que é exibido nos horários dos jogos do Brasileirão, um narrador e um comentarista comandam a transmissão da partida direto de um estúdio. As imagens do jogo, porém, não são exibidas, uma vez que a emissora não têm os direitos de exibição da partida. Assim, este narrador e este comentarista são exibidos por uma câmera frontal que os filma durante todo o tempo do confronto em uma janela no canto superior da tela, enquanto que a outra parte é preenchida com informações da partida (escalações, substituições, gols, cartões e outros jogos da rodada).
O Arquibancada EI foi exibido pela primeira vez no dia 10 de junho de 2017, e a partida escolhida foi "Palmeiras 3 x 1 Fluminense", realizada no Allianz Parque, válida pela sexta rodada do certame nacional.